# Fissurella volcano
Fissurella volcano är en snäckart som beskrevs av Reeve 1849. Fissurella volcano ingår i släktet Fissurella och familjen nyckelhålssnäckor.

## Underarter
Arten delas in i följande underarter:
- F. v. volcano
- F. v. crucifera

## Bildgalleri

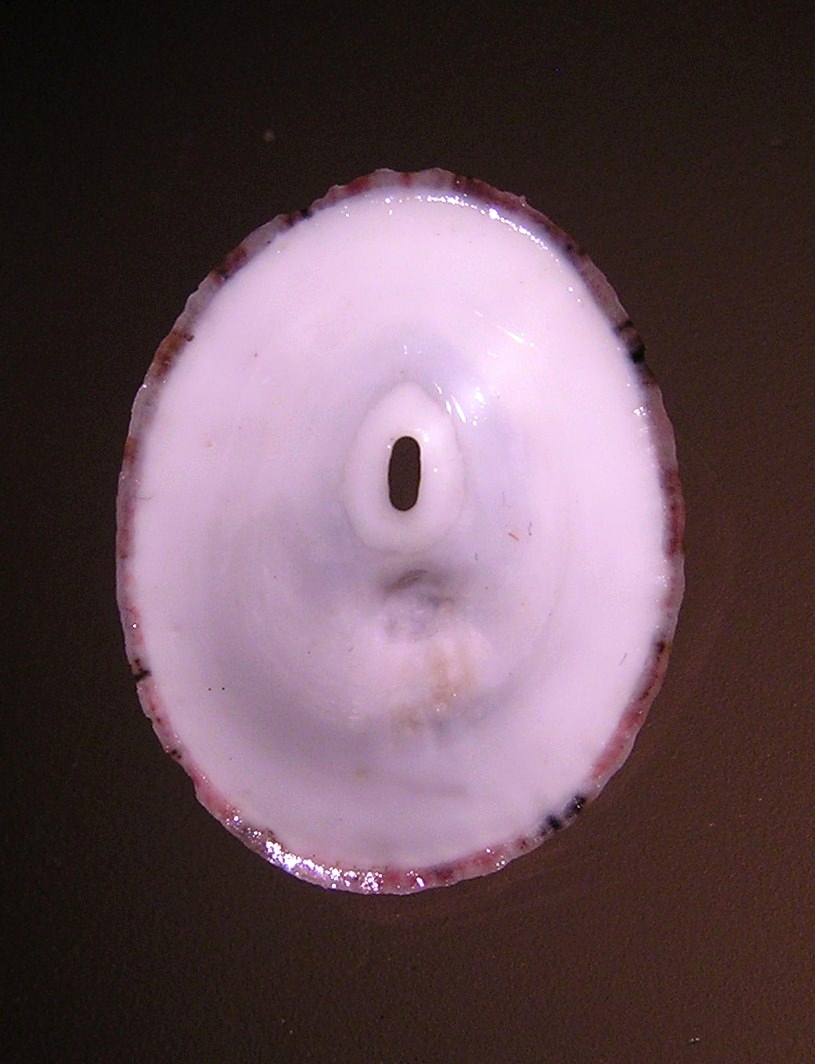
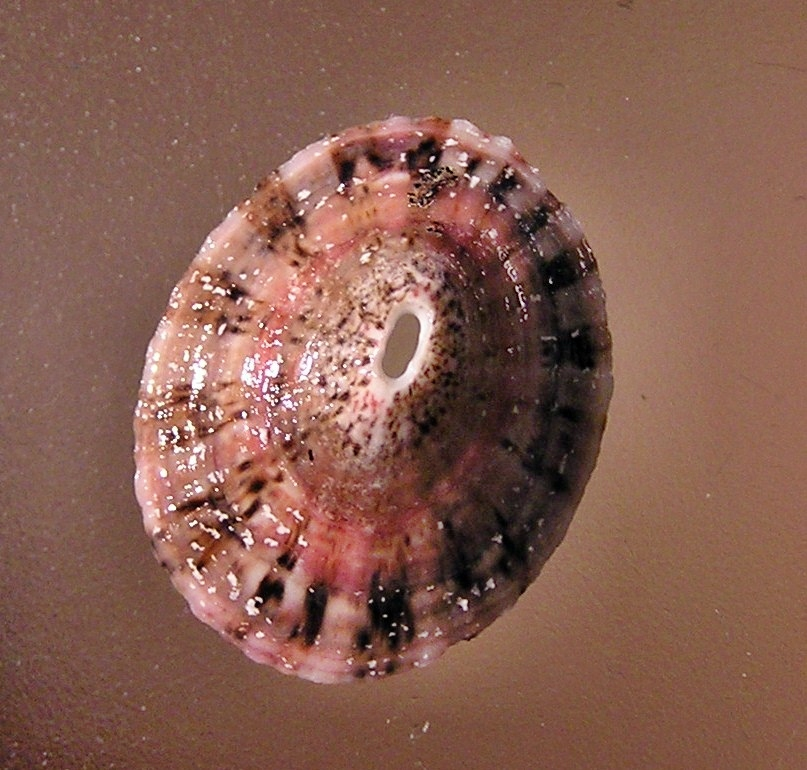
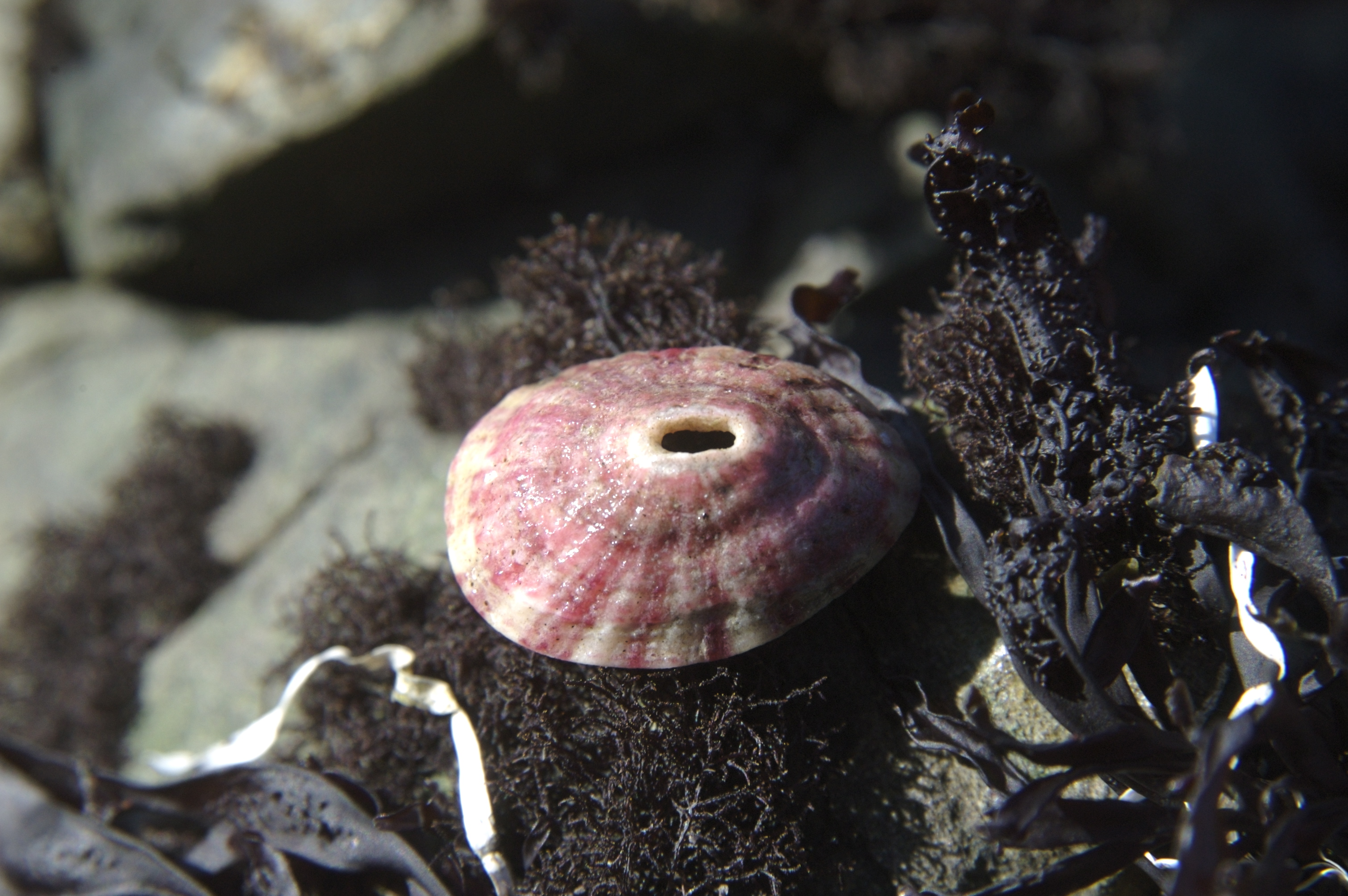
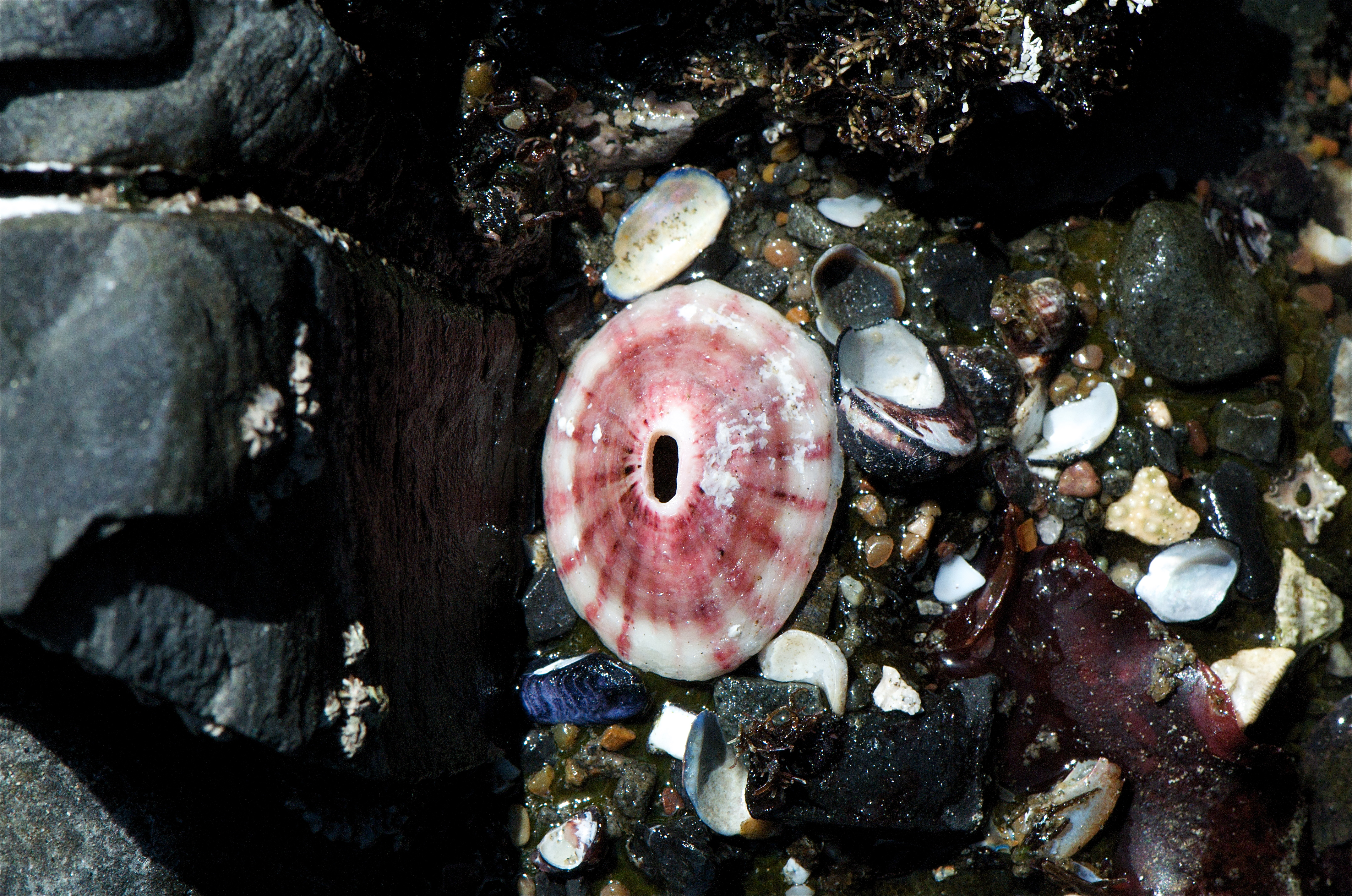
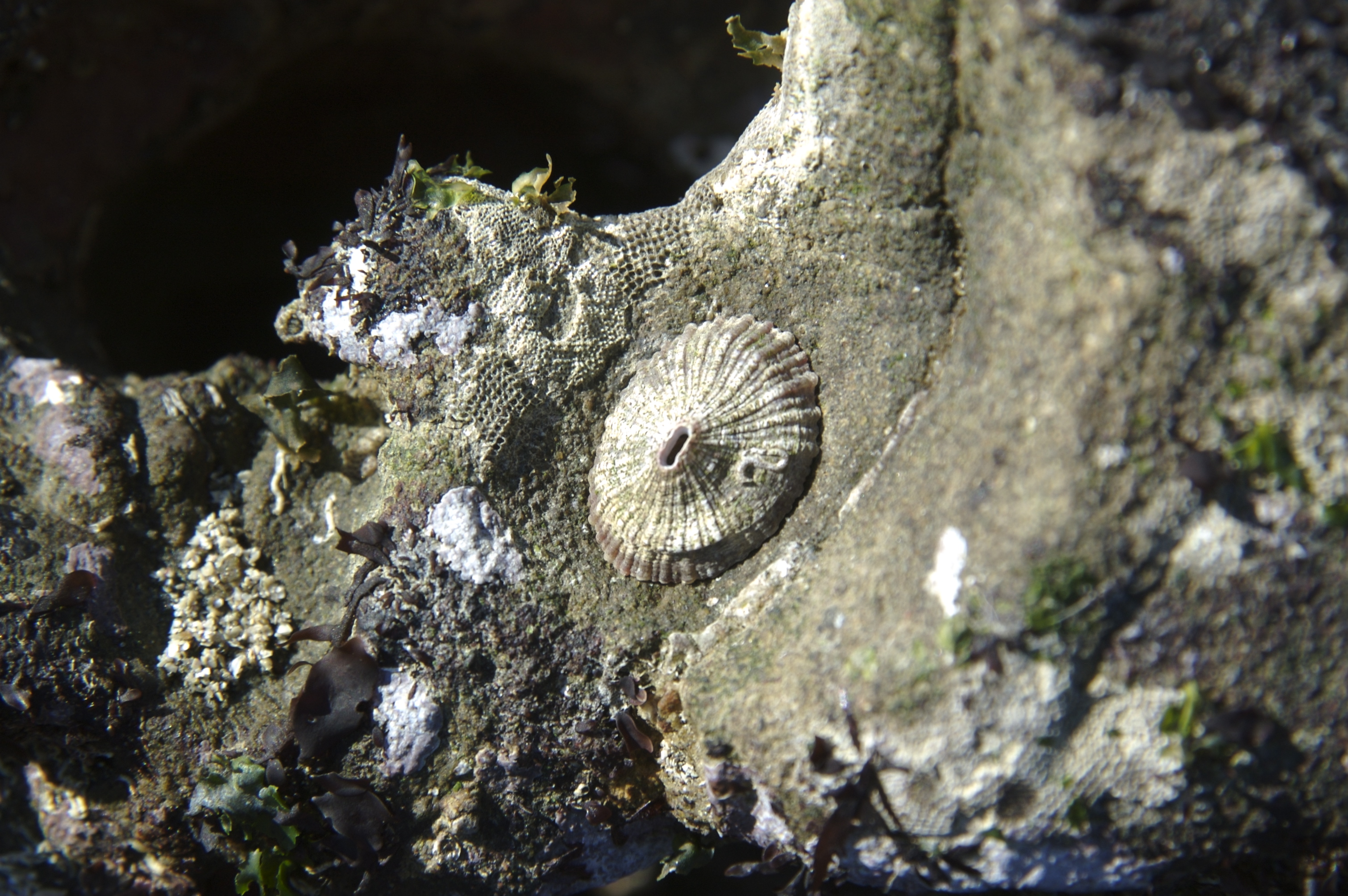
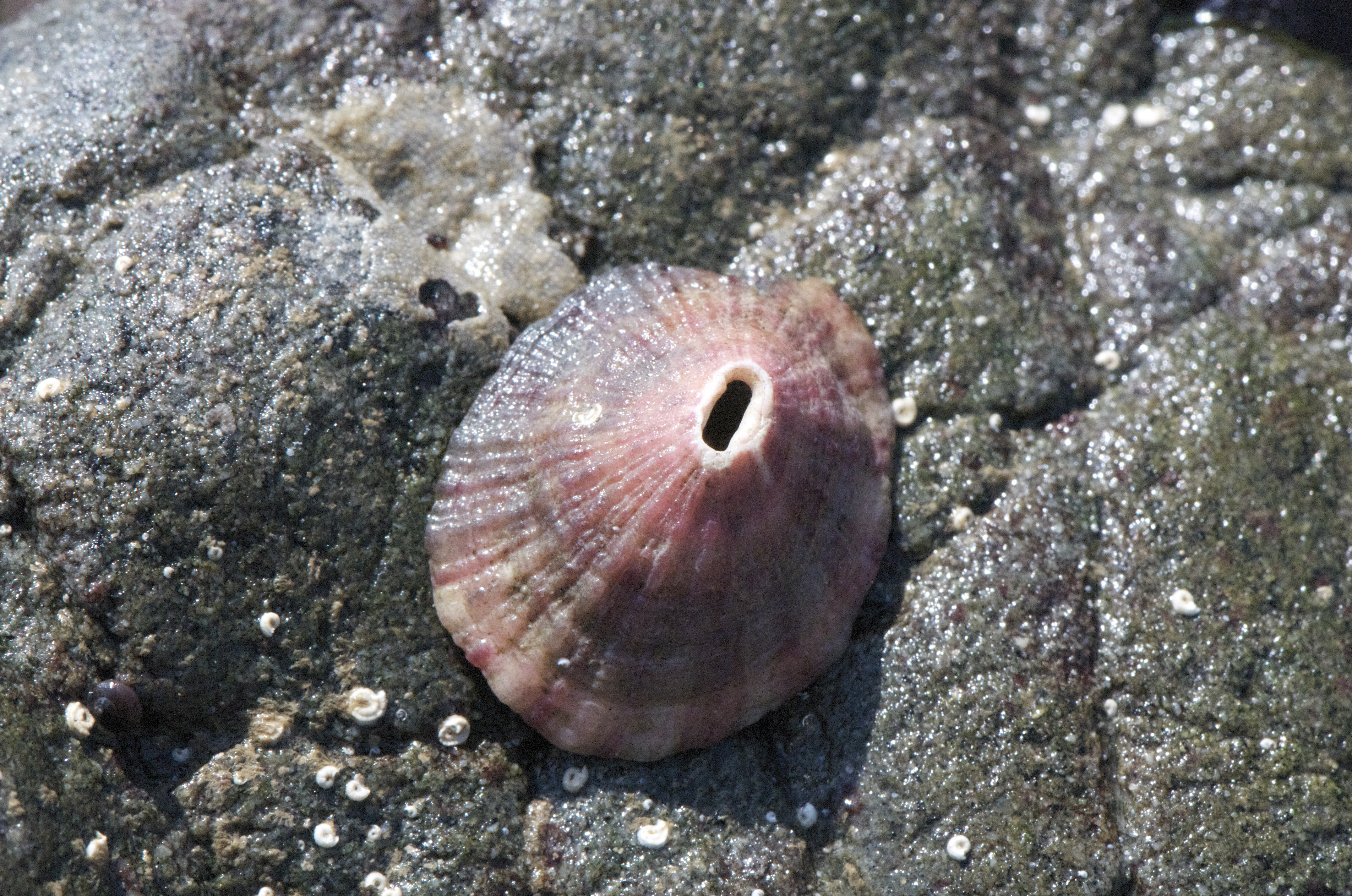